# Die fromme Helene
Die fromme Helene is een van de bekendste stripverhalen van Wilhelm Busch. Het verhaal drijft de spot met de schijnheiligheid van de katholieke kerk.

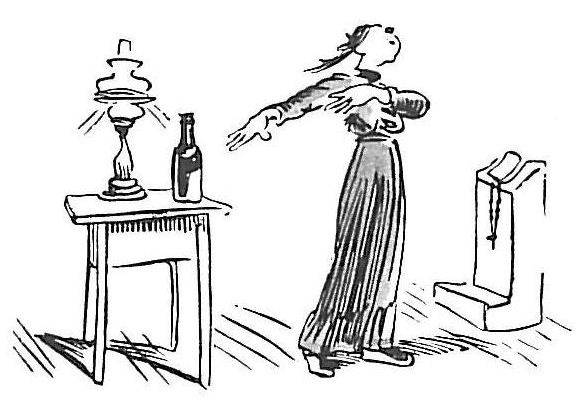
Wie zorgen heeft, heeft ook jenever.

## Verhaal
Helene groeit op bij haar oom en tante Nolte. Het is niet duidelijk waarom ze geen ouders heeft. Oom en tante voeden haar op tot een godvruchtig leven, maar dat kan niet verhinderen dat Helene af en toe kwajongensstreken uithaalt.
In de vakantie komt de gymnasiast Franz logeren. Helene en Franz kunnen het goed met elkaar vinden en Franz kan een goede grap ook wel waarderen. Franz heeft echter een speciale belangstelling voor keukenmeisjes en is daarom ook vaak bij het dienstmeisje Hannchen te vinden.
Als Helene haar pleegouders weer eens een poets bakt, is de maat vol en wordt ze uit huis gegooid.
Na enige tijd treedt Helene in het huwelijk met George ("Schorsch") Schmöck. Tijdens de huwelijksreis blijkt deze een alcoholist te zijn.
Het huwelijk blijft kinderloos en Helene krijgt het advies op bedevaart naar Chosemont de Bon-Secours te gaan. Toevallig is neef Franz, die inmiddels de priesterwijding heeft ontvangen, ook op bedevaart. Het wordt dus best een gezellige reis.
Na thuiskomst blijkt dat de bedevaart succes heeft gehad: er wordt een tweeling geboren. Neef Franz komt op kraambezoek en de oplettende lezer zal opmerken dat de kinderen enige gelijkenis met hem vertonen.
Dezelfde dag verslikt Schmöck zich in een visgraat. Opmerkelijk is daarbij het gedrag van de huisknecht Jean ("Schang"), die stram in de houding blijft staan terwijl Schmöck in doodsnood is. Pas als Schmöck de laatste adem uitblaast, maakt Jean zich meester van de wijnfles. Helene stelt verdrietig vast dat ze nu alleen Franz nog heeft.
Als Franz naar huis wil gaan, ziet hij dat het keukenmeisje Kathi nog wakker is. Hij heeft een speciale belangstelling voor keukenmeisjes. Zij worden samen betrapt door Jean, die Franz de hersens inslaat.
Na dit verlies besluit Helene een leven van devotie te gaan leiden. Ze heeft ernstige zorgen en dus ook jenever. Terwijl ze zich aan de drank te buiten gaat, stoot ze de lamp om, waarna het huis in brand vliegt en Helene omkomt.
De duivel neemt de ziel van Helene mee naar de hel. Neef Franz blijkt daar ook al te zijn.
Als oom Nolte hoort wat er gebeurd is, troost hij zich met de gedachte dat hij tenminste wel een vroom leven leidt.